# Piaggine

Piaggine es una localidad de 1.773 habitantes situado en la provincia de Salerno, en Italia.
La ciudad de Piaggine es, entre las ciudades que forman parte del parque nacional del Cilento y Vallo di Diano, en la que se combinan variedades Cilento ambiental interior: bosques, ríos, acantilados de montaña. 
Piaggine se llega en coche a lo largo de la Salerno - Reggio Calabria, salida en Battipaglia y continuar por la SS 18 / SP13A a Trentinara, líneas de autobuses, públicos y privados. 
El Centro de Cilento encuentra en diferentes pistas, inclinada hacia abajo hacia el río Calore, protegido de Monte Cervati y rodeado de densos bosques como Cervatello. 
Es un rincón propicio para disfrutar de la naturaleza practicando, por ejemplo, el senderismo o haciendo excursiones en la naturaleza del Mediterráneo in situ. También el ráfting y el barranquismo son deportes que puede practicar a lo largo de las aguas del río Calore. 
Por estas características ambientales, la ciudad de Piaggine se ha convertido en el lugar ideal para los raros especímenes de la flora y la fauna en particular. Entre ellos, el lobo y el águila real. 
Para mejorar el medio ambiente nació el Museo de la Montaña Piaggine, con varios botánicos y fauna de importancia. 
Piaggine es un pueblo Cilento con historia, que se caracteriza por las pequeñas calles y numerosos palacios. Entre estos edificios pertenecían a las familias Vairo, Tommasini, y Bruno. 
Entre los edificios religiosos, a visitar la iglesia de Nuestra Señora del Monte Carmelo y la capilla de Nuestra Señora de Gracia. 
Entre los acontecimientos que tienen lugar en Piaggine, muchos de ellos son de carácter religioso, otros, como la fiesta de cavatelli en agosto, promover la comida típica de la zona. 
La misma que se puede degustar, preparado según antiguas recetas, restaurantes y caseríos de la zona del Cilento.

## Historia
Hasta principios del siglo XX, la ciudad era conocida como Piaggine Soprana, para distinguirla de Piaggine Sotano (actualmente Valle dell'Angelo).
Piaggine por Piaggia (del latín plaga, plagio tarde latín), en referencia a las playas a orillas del río Calore, o Chiaine del latín "glarea", que significa el incumplimiento de los desechos o el mismo río.
Construido alrededor del año 1100 sobre el trabajo de una comunidad religiosa benedictina que levantaron una iglesia dedicada a San Simeón en la ribera del río Calore y alrededor de esta comunidad ha desarrollado la primera urbana. 
Entre 1500 y 1600 se construyó la iglesia de S. Nicola y la parte alta del pueblo se construyó el convento de los frailes capuchinos "con la escuela de la filosofía y la teología con la capilla de San adyacentes Maria del Carmine.

## Pruno (cilento)

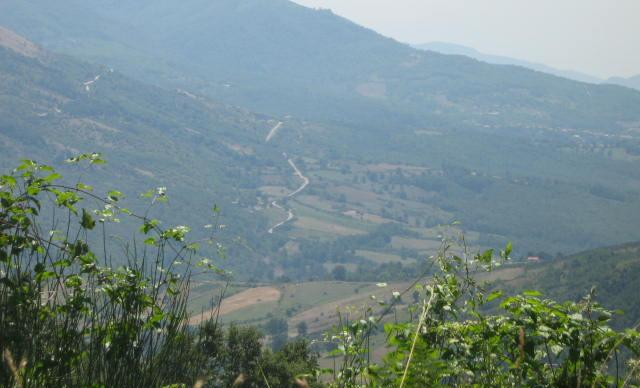
Pruno

Pruno es una gran zona forestal situada en el corazón del Cilento y su parque nacional, en la provincia de Salerno. Se plantean en tres núcleos, que están habitadas de los municipios del Valle dell'Angelo, Laurino y Piaggine.
Con el nombre Pruno dos fracciones se identifican en los municipios de Valle y dell'Angelo Laurino, y un lugar para Piaggine. Existen también las zonas rurales con este nombre (por ejemplo, el Monte Pruno, alrededor de Roscigno). 
La zona es una de las zonas naturales más vírgenes de la Campania, y una de las zonas con menor densidad de población del sur de Italia.
El 1 de junio de 1997 se incluyó al Cilento en el grupo de las Reservas de la biosfera de la Unesco. En 1998 se inscribió en la lista de lugares Patrimonio de la Humanidad.

### Historia de Pruno
El área de Pruno, antiguo habitado por familias campesinas esporádicos, históricamente ha tenido dos períodos de la emigración: La primera fue durante finales del siglo XIX y la segunda durante la segunda mitad del siglo XX. Estos periodos se intercalan con un período de recuperación en la zona llegó a su punto máximo en el número de habitantes, con más de 100 personas divididas en cerca de 30 familias.
Según algunas tradiciones, el Cilento fue el lugar desde el que las sirenas tentaron a Ulises durante su viaje de regreso a Ítaca. Esta región de la parte central y meridional de la provincia de Salerno es una importante región turística del sur de Italia.

## Evolución demográfica
| Gráfica de evolución demográfica de Piaggine entre 1861 y 2001 |
|                                                                |
| Fuente ISTAT - elaboración gráfica de Wikipedia                |

## Hermanamientos
- Sayalonga - España